# Bergstekelvarken
Het bergstekelvarken (Coendou rufescens)  is een zoogdier uit de familie van de stekelvarkens van de Nieuwe Wereld (Erethizontidae). De wetenschappelijke naam van de soort werd voor het eerst geldig gepubliceerd door Gray in 1865.

## Voorkomen
De soort komt voor in Colombia en Ecuador.